# As Cruzadas
The Crusades (bra/prt: As Cruzadas) é um filme estadunidense de 1935, do gênero aventura dramático-histórica, dirigido por Cecil B. DeMille.
Talvez o menos popular dos épicos de DeMille, o filme é muito criticado pela maneira distorcida como são mostrados o papel do rei Ricardo Coração de Leão na Terceira Cruzada e sua relação com Berengária, princesa de Navarra. Por outro lado, as cenas de batalha, especialmente a de Acre, são muito apreciadas pela crítica.

## Sinopse
No século XII Jerusalém cai nas mãos dos sarracenos, e os cristãos são mortos ou vendidos como escravos. A Europa é conclamada a empreender nova cruzada contra os infiéis.
Para fugir de um casamento incômodo com Alice, Princesa de França, o rei da Inglaterra, Ricardo Coração de Leão, conduz seus cavaleiros para a Terra Santa. Ao passar por Navarra, casa-se com a Princesa Berengária e a leva junto  na empreitada, porém concordam em que ela permaneça virgem até a vitória final.
Com o intuito de deter os cruzados, o sultão Saladino rapta Berengária mas acaba atraído por ela. Ricardo parte para resgatá-la e, depois de tomar Acre, põe seus homens no caminho da Cidade Sagrada. Após muitas mortes, Saladino pede uma trégua e Ricardo e Berengária, agora apaixonados, finalmente consumam o matrimônio.

## Elenco

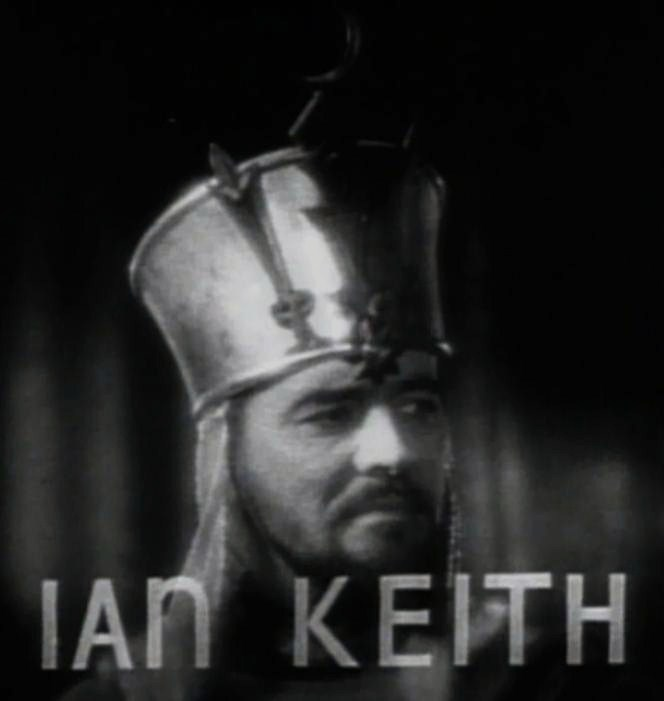
Ian Keith no trailer do filme

| Ator/Atriz         | Personagem                     |
| ------------------ | ------------------------------ |
| Loretta Young      | Princesa Berengária            |
| Henry Wilcoxon     | rei Ricardo Coração de Leão    |
| Ian Keith          | Sultão Saladino                |
| C. Aubrey Smith    | O eremita                      |
| Katherine DeMille  | Princesa Alice                 |
| Joseph Schildkraut | Marquês Conrado de Monferratot |
| Alan Hale          | Blondel                        |
| C. Henry Gordon    | Rei Filipe 2.º, da França      |
| George Barbier     | Rei Sancho, de Navarra         |

## Prêmios e indicações
| Prêmio     | Categoria         | Recipiente    | Resultado |
| ---------- | ----------------- | ------------- | --------- |
| Oscar 1936 | Melhor fotografia | Victor Milner | Indicado  |